# Wickham (West-Australië)
Wickham is een plaats in de regio Pilbara in West-Australië. Het ligt 1.572 kilometer ten noorden van Perth, 33 kilometer ten oosten van Karratha en 13 kilometer ten noorden van Roebourne. In 2021 telde Wickham 2.022 inwoners tegenover 1.825 in 2006.

## Geschiedenis
Wickham is een vrij recent ontstaan mijnwerkersplaatsje. Het mijnbedrijf Cliffs Robe River Iron Associates ontwikkelde het plaatsje in 1970 om de werknemers van zijn Pannawonica-ijzermijnactiviteiten en  de verwerkingsfabriek en Port Walcott-haven op kaap Lambert te huisvesten. In 1971 werd Wickham officieel gesticht. Het mijnbedrijf veranderde een aantal keren van naam en is ondertussen in handen van de Rio Tinto Group. Het merendeel van de woningen en faciliteiten in de stad is eigendom van Rio Tinto. In de jaren 1980 nam de Shire of Roebourne de bestuurlijke verantwoordelijkheid over Wickham geleidelijk aan over van het mijnbedrijf en startte een project voor sociale woningen.
Wickham werd vernoemd naar John Clements Wickham, kapitein bij de verkenning van de noordwestkust van Australië in 1840 tijdens de derde reis van de HMS Beagle.

## Toerisme
Wickham is geen toeristische trekpleister maar heeft een nauwe band met Karratha en de historische dorpjes Roebourne en Cossack.
- Aan de Tourist Information Bay staan een kiepwagen, een twaalf ton wegend anker afkomstig van een bulkschip, een locomotief, een kunstwerk en enkele informatiepanelen over de geschiedenis van Wickham, over de Ngarluma Aborigines die al tienduizenden jaren in de streek leven en over enkele bezienswaardigheden in de omgeving.
- Boat Beach is een strand waar kan gezwommen en gesnorkeld worden maar waar tussen oktober en april schildpadden nestelen en hun broedsel uitkomt.
- Vanaf de Wickham Tank Hill Lookout heeft men een panoramisch uitzicht over Wickham en omgeving.

## Transport
Wickham ligt aan de Point Samson-Roebourne Road die Point Samson met Roebourne aan de North West Coastal Highway verbindt.
Net ten westen van Wickham loopt een van de spoorwegen van Hamersley & Robe River Railway. Er wordt ijzererts naar Port Walcott over vervoerd. Er rijden geen reizigerstreinen.

## Klimaat

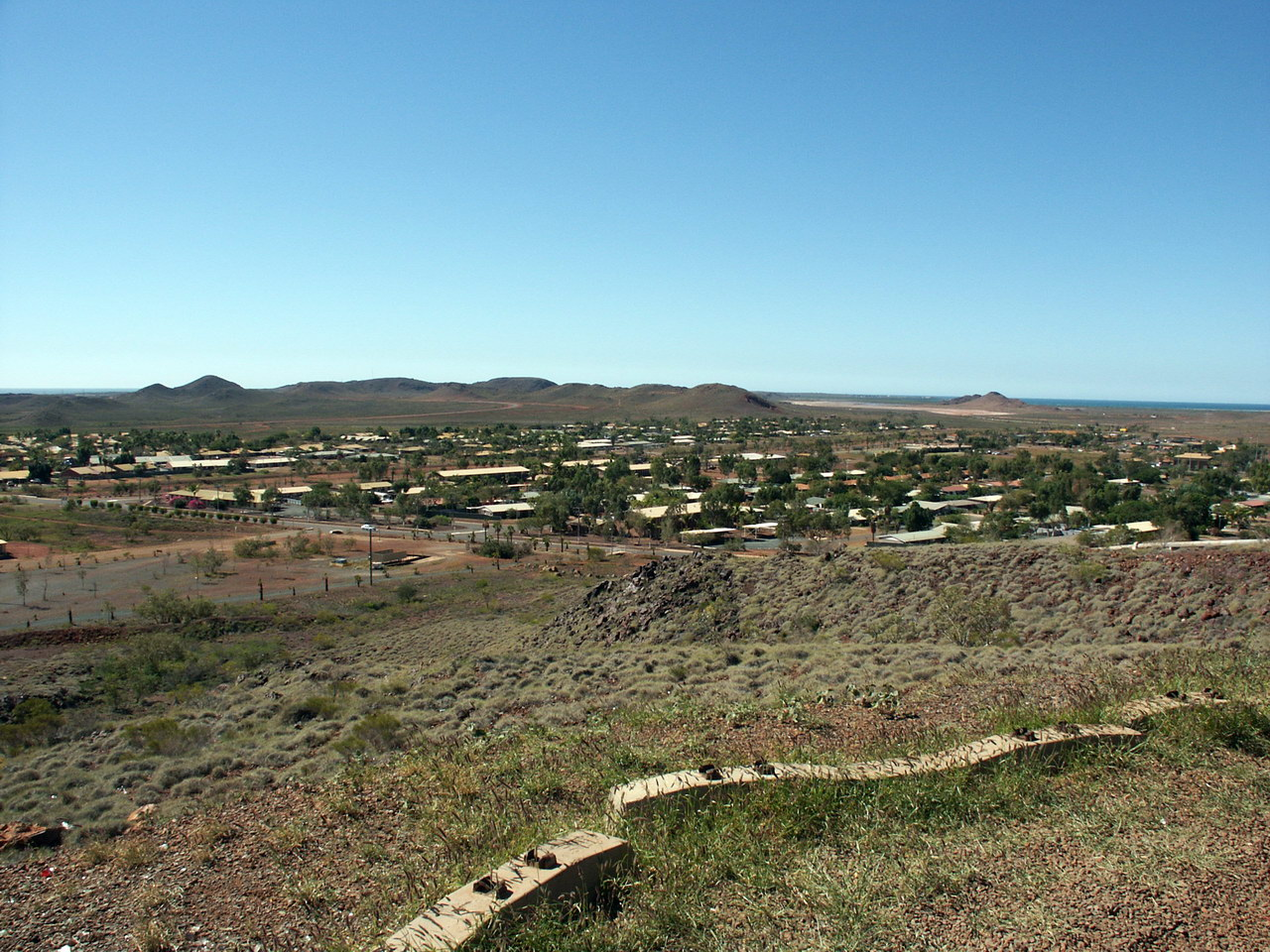
Wickham in 2003

Wickham kent een warm woestijnklimaat, BWh volgens de klimaatclassificatie van Köppen. De gemiddelde jaarlijkse temperatuur bedraagt 26,1 °C en de gemiddelde jaarlijkse neerslag 284 mm.
Cossack · Dampier · Goldsworthy · Jigalong · Karratha · Marble Bar · Newman · Nullagine · Onslow · Pannawonica · Paraburdoo · Point Samson · Port Hedland · Roebourne · Shay Gap · South Hedland · Telfer · Tom Price · Whim Creek · Wickham · Wittenoom